# Jack Davenport
Jack Arthur Davenport (født 1. marts 1973 i Suffolk, England) er en engelsk skuespiller, som i midten af 90'erne blev kendt for sin rolle i tv-serien This Life. Han er siden blevet kendt for sin rolle som Commodore James Norrington i Pirates of the Caribbean-trilogien. Han har også medvirket i andre Hollywoodfilm såsom The Talented Mr. Ripley.

## Opvækst
Davenport blev født i Suffolk, som søn af skuespillerne Nigel Davenport og Maria Aitken. 
Davenport boede på Ibiza de første syv år af sit liv. Hans forældre blev skilt, da han var syv år. I perioden blev han sendt til kostskolen "The Dragon School", fordi hans forældre ikke ville have ham boende hjemme, mens skilsmissen stod på. Han gik så på "Cheltenham College".

## Karriere

### Starten på karrieren
Davenport havde aldrig troet, at han skulle blive skuespiller. Hans skuespillerkarriere startede, da han tog et sabbatår efter at været blevet optaget på "Cheltenham College". Han var på et sommerdramahold, og direktøren fra Clwyd Theatr Cymru (The Welsh National Theatre) så ham og spurgte, om Davenport ikke havde lyst til at komme og arbejde for ham.
Som 18-årig endte Davenport i Wales og optrådte en smule i Hamlet, hvor han blev venner med Rhys Ifans (Notting Hill). 
Året efter gik han på University of East Anglia (UEA), hvor han studerede film og engelsk litteratur. Han prøvede igen med en smule skuespil, nu hos UEA, men var på dette tidspunkt ikke yderligere interesseret i det.
Efter Davensport dimission fra University of East Anglia foreslog hans mor, at han skulle skrive et brev til John Cleese og søge arbejde på settet til hans næste film, Fierce Creatures, så Davenport kunne få erfaring bag kameraet. Cleese insisterede på at sende Davenports brev til casting-afdeling, og Davenport fik derfor rollen som en ung dyrepasser. Selvom det var en lille rolle med få linjer, gav det Davenport den første mulighed for at arbejde foran kameraet. 
Efter optagelserne til Fierce Creatures var forbi, fandt Davenport en agent, som fik ham til audition til rollen som Miles Stewart i BBC tv-drama-serien This Life. Det var denne rolle, der gjorde Davenport kendt.

### Karrieren som skuespiller
Siden da har Davenport haft roller i mange succesfulde film og tv-serier, herunder The Talented Mr. Ripley, Coupling, Ultraviolet og Pirates of the Caribbean: Den Sorte Forbandelse og dennes efterfølgere: Pirates of the Caribbean: Død Mands Kiste og Pirates of the Caribbean: Ved Verdens Ende.
Igennem sin karriere har Davenport også arbejdet som dubber, i bl.a. tv-udgaven af John Buchans The Thirty-Nine Steps og forskellige dele i Anthony Burgess' A Clockwork Orange. Han har også lagt stemme til en reklame for britiske MasterCard, hvor den amerikanske blev stemmelagt af Billy Crudup.
I 2006 optrådte han i ITV1 dramaet The Incredible Journey of Mary Bryant, og i 2009 medvirkede han i filmen The Boat That Rocked.
Davenport vandt i 2006 sammen med Orlando Bloom en Teen Choice Award for skuespillet i Pirates of the Caribbean: Død Mands Kiste i kategorien: Movie – Choice Rumble (Will Turner vs. Commodore).

## Privatliv
Han blev gift med skuespilleren Michelle Gomez i 2000.

## Filmografi
| År        | Film                                            | Rolle                              | Bemærkninger |
| --------- | ----------------------------------------------- | ---------------------------------- | --- |
| 1996-1997 | This Life                                       | Miles Stewart                      | Var med i 32 episoder |
| 1997      | The Moth                                        | Robert Bradley                     | Tv-film |
| 1997      | Fierce Creatures                                | Ung dyrepasser                     | |
| 1998      | Macbeth                                         | Malcolm                            | Tv-udgaven |
| 1998      | Tale of the Mummy                               | Detektiv Bartone                   | |
| 1998      | Ultraviolet                                     | Detektiv sergent Michael Colefield | Var med i 6 episoder |
| 1998      | The Wisdom of Crocodiles                        | Sergent Roche                      | Spillede sammen med Jude Law |
| 1999      | The Cookie Thief                                | En mand                            | Nomineret til Den Gyldne Palme for "Best Shortfilm"                                                                                                |
| 1999      | Ticks                                           | ...                                | Executive producer |
| 1999      | The Talented Mr. Ripley                         | Peter Smith-Kingsley               | Spillede sammen med Matt Damon, Gwyneth Paltrow, Jude Law og Cate Blanchett                                                                        |
| 2000      | The Wyvern Mystery                              | Harry Fairfield                    | Tv-film |
| 2001      | Asylum                                          | Jack                               | Tv-film |
| 2001      | Subterrain                                      | Forretningsmand                    | Executive producer |
| 2001      | Gypsy Woman                                     | Leon                               | |
| 2001      | Not Afraid, Not Afraid                          | Michael                            | |
| 2001      | Look                                            | Stanley                            | Kortfilm |
| 2001      | Offending Angels                                | Rory                               | |
| 2001      | The Bunker                                      | LCpl. Ebert                        | |
| 2003      | Pirates of the Caribbean: Den Sorte Forbandelse | Commodore James Norrington         | Spillede sammen med Johnny Depp, Orlando Bloom, Geoffrey Rush og Keira Knightley Nomineret til 5 Oscars. 26 andre vundne priser og 68 nomineringer |
| 2003      | Eroica                                          | Prins Lobkowitz                    | |
| 2003      | The Welsh Great Escape                          | Jack Davenport                     | Fortæller |
| 2000-2004 | Coupling                                        | Steve Taylor                       | Tv-serie, var med i 28 episoder |
| 2004      | Terrible Kisses                                 | Mand                               | Kortfilm |
| 2004      | The Libertine                                   | Harris                             | Spillede sammen med Johnny Depp |
| 2004      | Marple: The Body in the Library                 | Inspektør Harper                   | Tv-serie |
| 2005      | The Wedding Date                                | Edward Fletcher-Wooten             | Spillede sammen med Debra Messing |
| 2005      | A Higher Agency                                 | John                               | Vandt: King Award for "Excellence in Filmmaking" og Wasserman Award for "Direction" og "Screenwritng". Kortfilm                                    |
| 2005      | Mary Bryant                                     | Lt Ralph Clarke                    | Mini-tv-serie |
| 2006      | Pirates of the Caribbean: Død Mands Kiste       | Commodore James Norrington         | Filmen vandt en Oscar. 29 andre vundne priser og 34 nomineringer                                                                                   |
| 2006      | Alistair Cooke's American Journey               | Oplæser                            | Læser op af en veteranjournalists krigstidsrapporter for BBC Radio 4                                                                               |
| 2007      | The Key Man                                     | Bobby                              | |
| 2007      | This Life + 10                                  | Miles Stewart                      | Tv-serie |
| 2007      | Pirates of the Caribbean: Ved Verdens Ende      | Commodore James Norrington         | Nomineret til 2 Oscars. 17 andre vundne priser og 29 nomineringer                                                                                  |
| 2007-2008 | Swingtown                                       | Bruce Miller                       | Tv-serie, 6 episoder |
| 2009      | The Boat That Rocked                            | Twatt                              | |
| 2012      | Mother's Milk                                   | Patrick Melrose                    | |
| 2014      | Kingsman: The Secret Service                    | Lancelot                           | |